# Tudo Que Sonhamos
Tudo Que Sonhamos foi o primeiro álbum da dupla Um44k, lançado no dia 18 de janeiro de 2019 pela gravadora Warner Music Brasil. Tendo 9 músicas do álbum emplacadas no TOP 200 do Spotify.

## Lista De Faixas
| N.º | Título                 | Compositor(es)                                                                           | Duração |  |
| 1.  | "Grupo Bom"            | Saulo Poncio, Luan Otten, Lucas Nage, André Nine, Ramon                                  | 2:59    |  |
| 2.  | "Nossa Música"         | Saulo Poncio, Luan Otten                                                                 | 3:59    |  |
| 3.  | "Combate"              | Saulo Poncio, Luan Otten, Luccas Carlos, André Nine                                      | 2:59    |  |
| 4.  | "Chega Na Maldade"     | Saulo Poncio, Luan Otten, Jonny Green, Matheus Marollie, Renan Marollie, Thiago Marollie | 2:57    |  |
| 5.  | "Estrela Do Céu"       | Luan Otten                                                                               | 3:15    |  |
| 6.  | "Tudo Que Sonhamos"    | Saulo Poncio, Luan Otten, André Nine, Raphinha, Marins                                   | 2:29    |  |
| 7.  | "Agora Eu Sei"         | Saulo Poncio, Luan Otten, Sarah Poncio                                                   | 3:10    |  |
| 8.  | "Cadê Você"            | Saulo Poncio, Luan Otten                                                                 | 2:31    |  |
| 9.  | "Tava Na Hora"         | Saulo Poncio, Luan Otten, Igor Von Adamovich                                             | 2:56    |  |
| 10. | "Tardezinha"           | Saulo Poncio, Luan Otten                                                                 | 3:11    |  |
| 11. | "Melhor Só"            | Saulo Poncio, Luan Otten                                                                 | 3:30    |  |
| 12. | "Nossa Música (Remix)" | Saulo Poncio, Luan Otten                                                                 | 3:09    |  |